# Lorenzo Mangiante
Lorenzo Giovanni „Renzo” Mangiante  (ur. 14 marca 1891 w Brescii, zm. 16 czerwca 1936 w Kurytybie) – włoski gimnastyk, dwukrotny medalista olimpijski.
Brat gimnastyka Giovanni Mangiante, olimpijczyka z 1912.
Dwukrotnie reprezentował barwy Zjednoczonego Królestwa Włoch na letnich igrzyskach olimpijskich (Sztokholm 1912, Antwerpia 1920), w obu przypadkach zdobywając złote medale w wieloboju drużynowym. 